# Nery Pumpido
Nery Alberto Pumpido (* 30. Juli 1957 in Monje) ist ein argentinischer Fußballtrainer und ehemaliger Torwart. Er wurde 1986 mit Argentinien Weltmeister.

## Karriere

### Verein
Während seiner Vereinskarriere spielte Nery Pumpido für die argentinischen Klubs Unión de Santa Fe (bis 1981), CA Vélez Sársfield (1981 bis 1983) und River Plate (1983 bis 1988), sowie bei Betis Sevilla 1990/91 in Spanien und zum Karriere-Ausklang 1991/92 wieder in Argentinien bei Santa Fe. Mit der Mannschaft vom Stadion El Monumental gewann er 1986 die Meisterschaft, den Weltpokal und die Copa Libertadores. Auch die Copa de Oro gewann er 1986 mit River Plate und 1987 die Copa Interamericana.

### Nationalmannschaft
Seinen ersten Länderspieleinsatz hatte er am 14. Juli 1983 bei einem Freundschaftsspiel gegen Paraguay; Er hütete am 12. September 1984 in Düsseldorf beim 3:1-Sieg gegen Deutschland das Tor. Die DFB-Elf wurde dabei erstmals von Teamchef Franz Beckenbauer betreut und Pumpido avancierte zum Rückhalt der argentinischen Mannschaft. Er war erstmals 1982 bei einer Fußball-Weltmeisterschaft dabei, musste sich aber noch hinter Ubaldo Fillol mit der Ersatzspielerrolle begnügen. Vier Jahre später in Mexiko war er unter Trainer Carlos Bilardo aber die Nummer eins. Pumpido war Torhüter Argentiniens bei ihrem Gewinn der Fußball-Weltmeisterschaft 1986. Er absolvierte an der Seite des 2020 verstorbenen Weltstars Diego Maradona alle sieben Turnierspiele. Bei der WM 1990, bei der Argentinien bis ins Finale kam, wurde Pumpido bereits im zweiten Spiel am 13. Juni 1990 in Neapel gegen die Sowjetunion so schwer verletzt, dass es bei zwei Einsätzen blieb. Bei einer Abwehraktion fiel der Mannschaftskollege Olarticoechea so unglücklich auf seinen Schlussmann, dass Pumpido sein rechtes Schienbein brach. An seiner Stelle stand ab dann Sergio Goycochea im Tor der Argentinier. Das Spiel gegen die Sowjetunion in Neapel war sein letztes Länderspiel. Insgesamt kam er auf 38 Länderspieleinsätze.

### Trainer
Als Fußballtrainer arbeitete Pumpido mehrere Saisons bei Unión de Santa Fe in Argentinien, ehe er nach Paraguay ging. Dort feierte er mit Olimpia Asunción seinen bisher größten Erfolg als Trainer: den Gewinn der Copa Libertadores im Jahr 2002. Danach trainierte er den mexikanischen Verein UANL Tigres und erreichte mit den Tigres das Finale der Apertura 2003/04. Von Oktober 2005 bis Juli 2006 war Pumpido Trainer des argentinischen Erstligisten Newell’s Old Boys. Es folgten Station bei Veracruz in Mexiko und Al-Shabab in Saudi-Arabien und bis zum 15. April 2012 bei Godoy Cruz, bevor er wieder zu seinem Heimatverein Unión de Sante Fe zurückkehrte. Diesen verließ er nach drei Monaten wieder. In der Saison 2014/15 trainierte er ein drittes Mal den Club Olimpia Asunción.